# Kovpakivka, Mahdalînivka
Kovpakivka (în ucraineană Ковпаківка) este un sat în comuna Buzivka din raionul Mahdalînivka, regiunea Dnipropetrovsk, Ucraina.

## Demografie
Componența lingvistică a localității Kovpakivka
     Ucraineană (92,58%)
     Rusă (4,45%)
     Alte limbi (0,49%)
Conform recensământului din 2001, majoritatea populației localității Kovpakivka era vorbitoare de ucraineană (92,58%), existând în minoritate și vorbitori de rusă (4,45%).